# Winter (Wisconsin)
Winter és una població dels Estats Units a l'estat de Wisconsin. Segons el cens del 2000 tenia 344 habitants.

## Demografia
Segons el cens del 2000, Winter tenia 344 habitants, 164 habitatges, i 83 famílies. La densitat de població era de 166 habitants per km².
Dels 164 habitatges en un 26,8% hi vivien nens de menys de 18 anys, en un 37,2% hi vivien parelles casades, en un 10,4% dones solteres, i en un 48,8% no eren unitats familiars. En el 44,5% dels habitatges hi vivien persones soles el 23,2% de les quals corresponia a persones de 65 anys o més que vivien soles. El nombre mitjà de persones vivint en cada habitatge era de 2,1 i el nombre mitjà de persones que vivien en cada família era de 2,92.
Per edats la població es repartia de la següent manera: un 24,1% tenia menys de 18 anys, un 6,7% entre 18 i 24, un 24,7% entre 25 i 44, un 20,9% de 45 a 60 i un 23,5% 65 anys o més.
L'edat mediana era de 40 anys. Per cada 100 dones de 18 o més anys hi havia 102,3 homes.
La renda mediana per habitatge era de 22.955 $ i la renda mediana per família de 25.625 $. Els homes tenien una renda mediana de 23.333 $ mentre que les dones 15.000 $. La renda per capita de la població era de 15.404 $. Aproximadament el 13,2% de les famílies i el 17,5% de la població estaven per davall del llindar de pobresa.

## Poblacions més properes
El següent diagrama mostra les poblacions més properes.